# Orachrysops ariadne
Orachrysops ariadne is een vlinder uit de familie van de Lycaenidae. De wetenschappelijke naam van de soort is voor het eerst gepubliceerd in 1898 door Arthur Gardiner Butler.

## Verspreiding
De soort komt voor in Zuid-Afrika (KwaZoeloe-Natal).

## Waardplanten
De rups leeft op Indigofera woodii. 